# Кашеу
Кашеу (порт. Cacheu) — місто на північному заході Гвінеї-Бісау, що розміщено на річці Кашеу. За оцінками, його населення становило 9849 Станом на  2008.

## Історія
Місто Кашеу лежить на території народу Папель. Назва має походження з мови Байнук: "Катічеу, що означає «місце, де ми відпочиваємо».
Засноване 1588 року Кашеу — одне з найдавніших європейських колоніальних поселень у Африці, у регіоні суб-сахара, завдяки своєму стратегічному розташуванню на річці Кашеу.
Кашеу мав європейське / афро-європейське населення з кінця XV століття через неофіційне поселення Кабо-Вердіану та португальських торговців, авантюристів та ізгоїв (ланкадуш). Влада материкової Португалії також направила до Кашеу дегредаду — людей, засуджених до заслання за різні правопорушення.
Більшу частину сімнадцятого та вісімнадцятого століть Кашеу був офіційним торговим пунктом работоргівців для португальців у регіоні Верхньої Гвінеї — пункт, у якому португальська корона намагалася забезпечити сплату мита за всіх експортованих рабів.
Помітні будівлі в Кашеу включають форт, побудований португальцями 16 століття, датується періодом, коли Качеу був центром торгівлі рабами.

### Кашеу сьогодні
Дороги в місті вимощені кісточками олійних пальм. До інших визначних пам'яток міста відносяться мангрові болота природного парку Tarafes de Cacheu та ринок.

## Клімат
Місто знаходиться у зоні, котра характеризується кліматом тропічних саван. Найтепліший місяць — травень із середньою температурою 28.3 °C (82.9 °F). Найхолодніший місяць — січень, із середньою температурою 24.7 °С (76.5 °F).
| Клімат Кашеу            | Клімат Кашеу | Клімат Кашеу | Клімат Кашеу | Клімат Кашеу | Клімат Кашеу | Клімат Кашеу | Клімат Кашеу | Клімат Кашеу | Клімат Кашеу | Клімат Кашеу | Клімат Кашеу | Клімат Кашеу | Клімат Кашеу |
| Показник                | Січ.         | Лют.         | Бер.         | Квіт.        | Трав.        | Черв.        | Лип.         | Серп.        | Вер.         | Жовт.        | Лист.        | Груд.        | Рік          |
| Середній максимум, °C   | 31,5         | 33,1         | 34,4         | 34,4         | 33,6         | 32,4         | 30,4         | 29,6         | 30,2         | 31,6         | 31,9         | 30,7         | 32           |
| Середня температура, °C | 24,7         | 26,3         | 27,1         | 27,9         | 28,3         | 28,1         | 27,1         | 26,8         | 27           | 27,7         | 26,9         | 24,8         | 26,9         |
| Середній мінімум, °C    | 16,3         | 17,8         | 18,6         | 19,6         | 21,1         | 22,8         | 22,9         | 22,8         | 22,5         | 22,6         | 20,8         | 17,6         | 20,5         |
| Норма опадів, мм        | 0.2          | 0.5          | 0            | 0            | 11.8         | 131.3        | 368.1        | 498.3        | 366.7        | 134.2        | 10.1         | 1.2          | 1522.4       |
| Днів з опадами          | 0,3          | 0,4          | 0,3          | 0,4          | 1,8          | 8,5          | 17,5         | 21,6         | 18,7         | 9,4          | 1,3          | 0,5          | 80,7         |
| Вологість повітря, %    | 48.4         | 48.8         | 49.4         | 52.1         | 60.1         | 70.7         | 78.8         | 82.4         | 83.7         | 78.5         | 67.4         | 54.7         | 64.6         |
| ----------------------- | ------------ | ------------ | ------------ | ------------ | ------------ | ------------ | ------------ | ------------ | ------------ | ------------ | ------------ | ------------ | ------------ |
| Джерело: Weatherbase    |              |              |              |              |              |              |              |              |              |              |              |              |              |

## Галерея

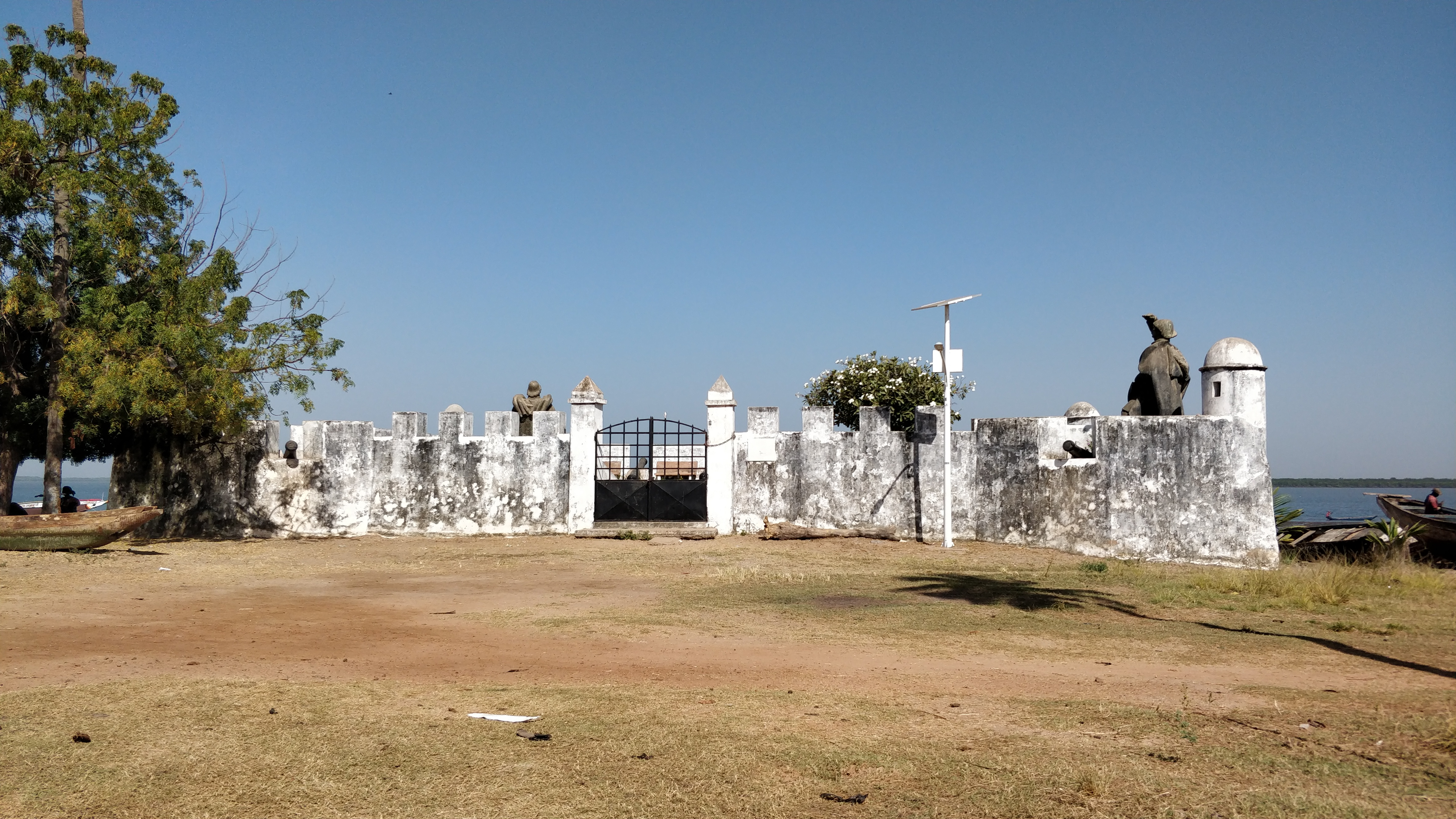
Форт Кашеу
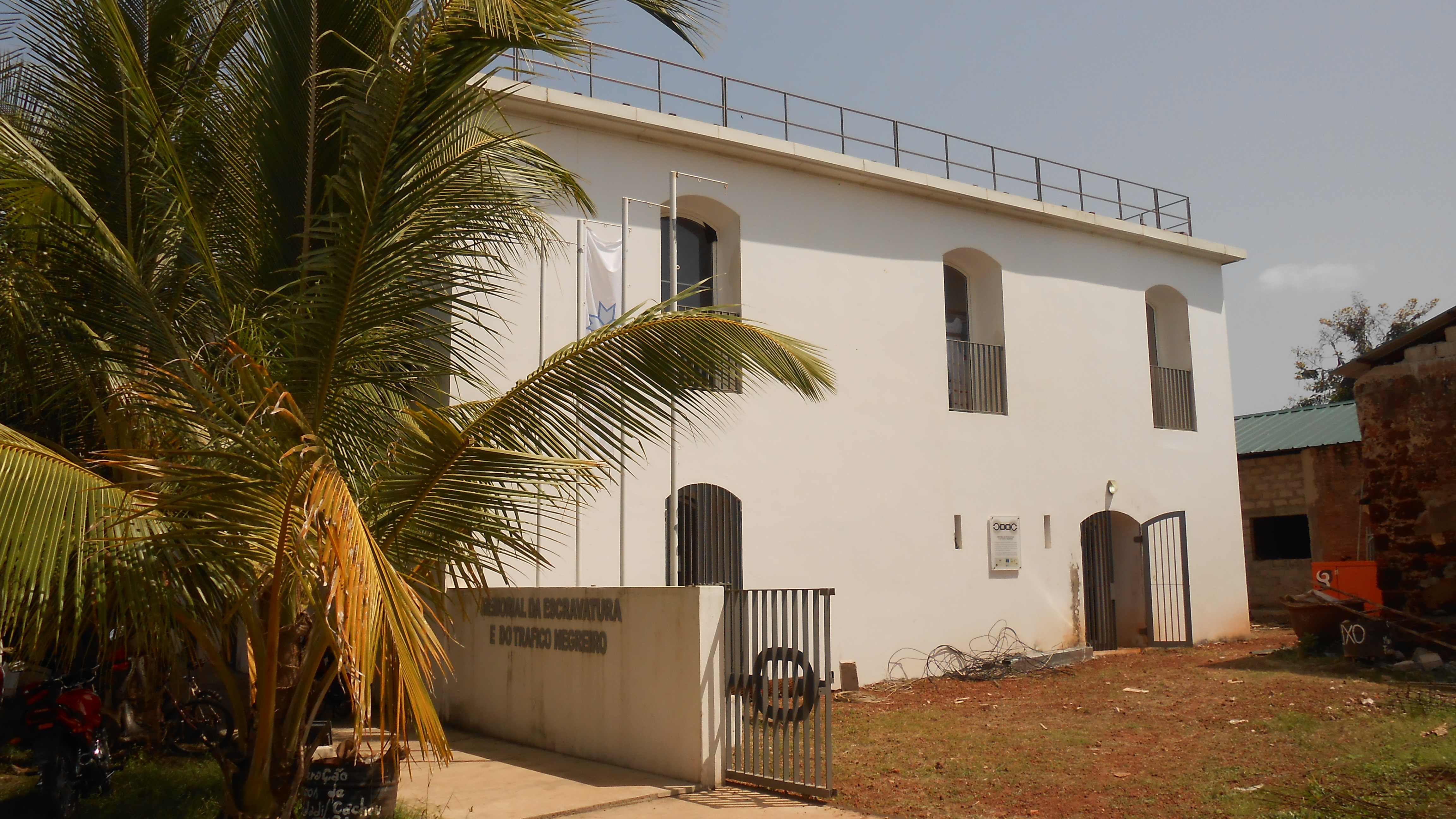
Музей